# Красна (Васлуј)
Красна (рум. Crasna) насеље је у Румунији у округу Васлуј у општини Албешти. Oпштина се налази на надморској висини од 113 m.

## Становништво
Према подацима из 2002. године у насељу је живело 529 становника, од којих су сви румунске националности.